# 장창훙 (사격 선수)
장창훙(중국어 간체자: 张常鸿, 정체자: 張常鴻, 병음: Zhāng Chánghóng, 한자음: 장상홍, 2000년 2월 14일~)은 중화인민공화국의 사격 선수로 주 종목은 소총이다. 2020년 하계 올림픽 50m 소총 3자세 종목에서 금메달을 획득했다.